# Hermann Prüser
Hermann Prüser (* 9. Juni 1903 in Bremen; † 18. Dezember 1991 in Bremen) war ein deutscher Gewerkschafter und Politiker (KPD).

## Biografie
Prüser absolvierte eine Lehre als Maschinenbauer auf der Atlas-Werft.

### KPD-Mitglied
Prüser wurde 1918 Mitglied im Bildungsverein Jugendlicher Arbeiter und Arbeiterinnen, ab Oktober 1918 Freie Sozialistische Jugend (FSJ) und 1920 dann Kommunistischer Jugendverband (KJVD) und Mitglied im freigewerkschaftlichen Deutschen Metallarbeiter-Verband. Er trat 1919 in die neu gegründete Kommunistische Partei Deutschlands (KPD) ein.
Von 1928 bis zum März 1933 war er Abgeordneter der Bremischen Bürgerschaft. In der letzten freien Sitzung der Bremischen Bürgerschaft am 10. März 1933 hält er eine Rede gegen den „faschistischen Staatsstreich“, den „Weißen Terror“ und davon „wo kommunistische und sozialdemokratische Arbeiter von SA und SS viehisch gemordet werden“. Er musste in den illegalen Widerstand gegen den Nationalsozialismus gehen. Im Juni 1933 wurde er verhaftet und verbrachte bis Weihnachten 1933 im KZ Mißler. 1935 war er erneut für mehrere Monate in Haft. Danach arbeitet er als Werkzeugmacher auf der Werft AG Weser, die bis 1945 Teil des Konzerns Deutsche Schiff- und Maschinenbau AG (DeSchiMAG) war. Bis 1968 war er bei der Werft beschäftigt.
1945 wurde Prüser Mitglied der Kampfgemeinschaft gegen den Faschismus. Auch wurde er wieder in der KPD aktiv. Er war zeitweilig 2. Vorsitzender der Gewerkschaft IG Metall in Bremen.
Prüser wurde auf Vorschlag von Wilhelm Kaisen zum hauptamtlichen Mitarbeiter der Kammer für Befreiung von Nationalsozialismus und Militarismus gewählt. Er trat aus diesem Gremium 1947 zurück, da er nicht mit der zügigen Entnazifizierung u. a. von Werftdirektor Robert Kabelac (Bremer Vulkan) und Generaldirektor Franz Stapelfeldt (AG Weser) einverstanden war. Er sah beide in ihren leitenden Funktionen in der Rüstungsindustrie in der Nazi-Zeit als „mitverantwortlich für die katastrophalen Auswirkungen der hitlerischen Raubpolitik in allen europäischen Ländern“ und lehnte es ab, dass die Industrieverantwortlichen im Spruchkammerverfahren einer Verurteilung entgehen sollten, während „kleine namenlose und wirtschaftlich ohnmächtige Beamte und Geschäftsleute bestraft“ würden. Beide wollte Prüser daher in die Kategorie der Hauptbeschuldigten und Belasteten einstufen.

### Kampf bei der AG Weser
Prüser wurde um 1952 Erster Sekretär der KPD-Betriebsgruppe bei der AG Weser. Im Juni 1952 setzt er sich auf einer Ressortversammlung noch erfolglos für einen Kampfausschuss ein. Aber beim  Werftarbeiterstreik seit dem 25. April 1953 spielte er als Vorsitzender des Vertrauensmännerkörpers eine wichtige Rolle. Im April 1953 wurde er dann zum Betriebsratsvorsitzenden der AG Weser gewählt. Während des Streiks ergab sich zwischen IG Metall und KPD ein sehr angespanntes Verhältnis. Nach dem Streik hatte die Konfrontation für die KPD und für Prüser Folgen, da die KPD die Annahme des „Schandangebots“ abgelehnte. Zwei Wochen nach dem Streik leitete die IG Metall erfolgreich gegen Prüser und alle anderen elf kommunistischen Mitglieder des Betriebsrats ein Ausschlussverfahren ein.
Wegen politischer Betätigung als Betriebsrat – er protestierte öffentlich gegen einen Aufmarsch des rechtsextremen Bundes Der Stahlhelm in Gießen – wurden auf Antrag der Betriebsleitung und nach einem Urteil des Arbeitsgerichts Bremen vom 21. August 1953, er und zwei weitere Kommunisten als Betriebsräte abgesetzt. Die radikalen Auseinandersetzungen führten im Januar 1954 dazu, dass bei den Betriebsratswahlen der AG Weser die Gewerkschaftsliste 2620 von 3958 abgegebenen Stimmen erhielt und die von den Kommunisten beherrschte betriebliche Einheitsliste nur 1265 Stimmen. Prüser wurde zwar als Betriebsrat wiedergewählt aber mit dieser verheerende Niederlage für die KPD war ihr Einfluss auf der AG Weser dauerhaft gebrochen. Es folgte der neugewählte Betriebsratsvorsitzende Gustav Böhrnsen (SPD) für die nächsten 25 Jahre.
Prüser blieb in der Gewerkschaft und der Partei weiterhin aktiv tätig. Er trat 1968 bei Gründung der DKP bei.

### Ehrungen
- Die Hermann-Prüser-Straße in Bremen-Gröpelingen wurde nach ihm benannt.